# (3663) Tisserand
(3663) Tisserand es un asteroide perteneciente al cinturón de asteroides, descubierto el 15 de abril de 1985 por Edward Bowell desde la Estación Anderson Mesa (condado de Coconino, cerca de Flagstaff, Arizona, Estados Unidos).

## Designación y nombre
Designado provisionalmente como 1985 GK1. Fue nombrado Tisserand en honor al astrónomo, matemático y académico francés Félix Tisserand.